# 妈妈 (1990年电影)
《妈妈》（英語：Mama）是中国在1990年上映的一部电影，由张元执导，秦燕等人出演，该作主要讲述了一个照顾病重儿子的母亲故事。该作参加了全球100多个电影节。该作也是当时在北京最上座的电影之一。

## 剧情介绍
有一个母亲，其丈夫外出工作，所以照顾病重儿子的事情自然是落在了他的身上，虽然说很多人不希望她这样做，不过她最后还是坚持了下去。

## 演员
- 秦燕
- 黄海波
- 于绍康
- 杨晓丹

## 所获奖项
- 该作在1990年在法国南特三大洲国际电影节评委会奖和公众大奖
- 1992年该作获得瑞士国际电影节导演特别奖、英国爱丁堡电影节欧洲影评人菲普雷希奖。
- 1993年获柏林电影节青年论坛影评人奖。